# Н’Джи, Алю Бадара
Алю Бадара Н’Джи (англ. Alieu Badara N’Jie, 1904, Батерст, протекторат Гамбия — 21 апреля 1982) — гамбийский государственный деятель, министр иностранных дел Гамбии (1965—1967 и 1974—1977).

## Биография
В 1925 г. поступил на государственную службу, на которой оставался до своей отставки в 1958 г. с должности регистратора Верховного суда.
В 1949 г. был впервые избран в городской совет Батерста. В 1962 г. был избран в парламент Гамбии, депутатом которого оставался до своей смерти.
- 1960—1961 гг. — министр коммуникаций,
- 1962—1965 гг. — министр труда,
- 1965—1967 гг. — министр иностранных дел,
- 1970—1971 гг. — министр информации,
- 1971 г. — государственный министр,
- 1972—1974 гг. — министр сельского хозяйства и национальных ресурсов,
- 1974—1977 гг. — министр иностранных дел,
- 1977 г. — вице-президент Гамбии.

Погиб а авиакатастрофе в апреле 1982 г.